# 36 Crazyfists
36 Crazyfists, también conocidos como 36CF, fue una banda de metalcore y nü-Metal formada en el año 1994, en Nikiski, ciudaf situada en la península de Kenai, en Anchorage, Alaska, Estados Unidos.
El grupo toma su nombre de la película de kung-fu Jackie Chan and the 36 Crazy Fists, protagonizada por Jackie Chan.

## Historia

### Formación y primeros años
Actualmente 36 Crazyfists está formado por Brock Lindow (voz), Steve Holt (guitarra), Mick Whitney (bajo) y Kyle Baltus (batería). La formación original de la banda estaba compuesta por Brock Lindow (voz), Steve Holt (guitarra) y Ryan Brownell (guitarra), JD Stuart (bajo) y Thomas Noonan (batería). Steve Holt nació en Kenai, y Brock Lindow pasó gran parte de su infancia allí. Brock Lindow, Ryan Brownell, JD Stuart y Thomas Noonan son todos originarios de Anchorage, Alaska.
La banda anzó su primer EP, Boss Buckle, en casete en el 1995. En ese momento, el grupo iba ganando popularidad en la escena local muy rápidamente y el EP pronto se convirtió en una rareza, con toda la tirada de casetes vendida o regalada a través de diferentes promociones.
En 1997, la banda lanzó su segundo EP, Suffer Tree, en casete. Posteriormente ese mismo año, lanzaron su CD de debut, In the Skin a través del sello discográfico Fist-A-Cuffs Records. Debido a las limitaciones de su ubicación geográfica, decidieron establecer su base de operaciones en Portland. 
En 1999, lanzan una demo de cuatro canciones, que a través de sus amigos de la banda Skinlab, que acaba llamando la atención del director de Artistas y Repertorio de Roadrunner Records. En una entrevista con la revista AntiHero, el vocalista Brock Lindow confirma que la demo fue producida por Steev Esquivel y Scott Sargeant de Skinlab.

### Roadrunner Records (2000–2007)
En el 2000 firman con Roadrunner Records y el 4 de abril del año 2002 se lanza al mercado el LP Bitterness the Star, producido por Rob Caggiano, Eddie Wohl y Steve Regina. Bitterness the Star es un LP marcado por las influencias más directas del Nu-Metal y con la colaboración de Steev Esquivel exvocalista de la banda de thrash-metal Exodus y en la actualidad miembro de la exitosa banda de groove-metal Skinlab. 
Para promocionar este lanzamiento la banda se embarca en un tour por los EE. UU. con grupos como Candiria, God Forbid, Chimaira, Diecast y Hotwire. Una vez finalizada el tour por los EE. UU. la banda se dirige a Europa para el European Road Rage Tour con las bandas Killswitch Engage y Five Pointe O.
Una vez finalizado el European Road Rage Tour, se dedican a preparar y escribir el material que dará forma su siguiente álbum, A Snow Capped Romance, el cual ve la luz 16 de marzo de 2004 enfocando sus influencias hacia el post-hardcore. A Snow Capped Romance fue producido por James Wisner, conocido por su trabajo con bandas de la escena emo-core como Dashboard Confessional o Further Seems Forever y Steve Holt.
En octubre de 2005, 36 Crazyfists entran en los estudios Big Blue Meenie con el productor Sal Villanueva, conocido por trabajar previamente con bandas de la escena emo-core de la categoría de Thursday o Taking Back Sunday, para comenzar con la grabación de su tercer LP que llevará como título Rest Inside the Flames. El 10 de junio de 2006 se produce el lanzamiento de la versión australiana del tercer LP de 36 Crazyfists para Roadrunner Records. El lanzamiento para UK y Europa se produce dos días después, el 12 de junio de 2006. En el último momento, Roadrunner Records decide no lanzar el LP en Norteamérica y la banda firma un contrato con  DRT Entertainment, produciéndose su lanzamiento en Norteamérica el 7 de noviembre de 2006.
Este LP, el segundo LP de 36 Crazyfists coproducido por Steve Holt y mezclado por Andy Sneap, continúa la misma línea de su LP anterior con toques post-hardcore y metal-core contando con la colaboración del vocalista de Killswitch Engage, Howard Jones.
Rest Inside the Flames fue un gran éxito en Reino Unido, debutando en el puesto n.º 71 de los discos más vendidos en UK Albums Chart y alcanzando el puesto n.º 2 en la lista de UK Rock Albums de la BBC. Sin embargo,  sólo vendió 1,858 copias en los EE. UU. durante la semana de su lanzamiento.
La banda comenzó una extensa gira por el Reino Unido, con las bandas Twelve Tribes y Your Rigamortus el 1 de abril de 2007, donde tocaron en 26 lugares a lo largo de todo el país.

### Ferret Music (2007–2014)
El 27 de mayo de 2008, Ferret Music publica el cuarto LP de 36 Crazyfists que lleva por título The Tide and Its Takers. Este LP, durante la semana de su lanzamiento, alcanzó el puesto n.º 155 en la lista de éxitos musicales Billboard 200. También alcanzó el n.º 4 en la lista Top Heatseekers, el n.º 23 en la lista Hard Rock Albums, y el n.º 11 en la lista Independent Albums. The Tide and Its Takers marca un nuevo récord de ventas para el grupo, al venderse durante la primera semana 4,150 copias en EE. UU. En el Reino Unido The Tide and Its Takers llegó al n.º 83 en la lista UK Albums. 
36 Crazyfists siguen con la tradición de tocar anualmente en el Summer Meltdown Festival en Anchorage, Alaska, excepto la edición del año 2008, donde están de gira en el Annual Mayhem Rockstar Tour. Al poco de finalizar el Annual Mayhem Rockstar Tour, el bajista Mick Whitney abandona la banda por la necesidad de dedicar más tiempo con su familia. Para no cancelar las giras ni los conciertos planeados, Brett Makowski técnico de guitarra del grupo ocupa el puesto de Mick Whitney.
36 Crazyfists graban el concierto celebrado el 9 de enero de 2009 en Anchorage, Alaska para la comercialización de su primer DVD en directo, Underneath a Northern Sky, distribuido por Ferret Music el 26 de octubre de 2009.
El días 27 de julio de 2010, Ferret Music publica el quinto LP de 36 Crazyfists que lleva por título Collisions And Castaways. Este LP, grabado entre octubre del año 2009 y mayo del año 2010, cuenta con las colaboraciones del líder de Twelve Tribes, Adam Jackson (quien también apareció en su álbum The Tide and Its Takers), Raithon Clay de Plans to Make Perfect y Brandon Davis de Across the Sun. En este álbum, la producción del álbum la realiza íntegramente Steve Holt, una vez más la mezcla del álbum recae en Andy Sneap. Collisions And Castaways vendió alrededor de 3,300 copias en los EE. UU. en la semana de su lanzamiento, y debutó en el n.º 161 en la lista Billboard 200.
En Reino Unido 36 Crazyfists vuelve a unir sus fuerzas con Roadrunner Records que lanza Collisions And Castaways un día antes, el 26 de julio de 2010.
36 Crazyfists tocó en varios festivales europeos durante el mes de junio, incluido el UK Download Festival. Durante el mes de julio 36 Crazyfists regresaron a EE. UU. para hacer una gira con Fear Factory, After the Burial, Divine Heresy y Baptized in Blood.

## Sonido
Se ha generado una confusión acerca del sonido de 36 Crazyfists tanto por los fanes y los medios que no saben diferenciar entre estilos como el post-hardcore, metal-core y el nu metal. Últimamente con auge del metal-core y post hardcore muchos catalogan al 36 Crazyfists actual como Metal-core debido a sus 2 últimos discos que toman influencias claras del post-hardcore y algunos toques de metal-core lo cual es muy común hoy en día en las bandas acercarse a un sonido mucho más complejo y más metalero, de hecho está más claro que decir que ninguna banda hoy en día le gusta catalogarse de algún género, pero si se trata de comprender el sonido de 36 Crazyfists es simplemente metal-core, con influencias del Nu-Metal y post-hardcore. En los álbumes A Snow Capped Romance y Rest Inside The Flames con toques metal-core influenciándose por bandas como Killswitch Engage donde queda demostrado en temas `Elysium´ donde colabora con Howard Jones vocalista de Killswitch Engage y Blood Has Been Shed.

## Miembros
Miembros actuales
- Brock Lindow - Voz (1994 – 2021)
- Steve Holt - Guitarra (1994 – 2021)
- Mick Whitney - Bajo (1996 – 2008, 2012 – presente)
- Kyle Baltus - Batería (2012 – presente)

Antiguos miembros
- JD Stuart - Bajo (1994 - 1996; fallecido en un accidente automovilístico)
- Ryan Brownell - Guitarra (1994 – 1996)
- Thomas Noonan - Batería (1994 – 2012)
- Brett Makowski - Bajo (2008 – 2012)

## Discografía

### Álbumes de estudio
- In the Skin (1997)
- Bitterness the Star (2002)
- A Snow Capped Romance (2004)
- Rest Inside the Flames (2006)
- The Tide and Its Takers (2008)
- Collisions and Castaways (2010)
- Time and Trauma (2015)
- Lanterns (2017)

### Sencillos
- "Slit Wrist Theory" (2002)
- "At the End of August" (2004)
- "Bloodwork" (2004)
- "Destroy the Map" (2004)
- "I'll Go Until My Heart Stops" (2006)
- "Midnight Swim" (2006)
- "Absent Are the Saints" (2008)
- "We Gave It Hell" (2008)
- "Reviver" (2010)
- "Also Am I" (2014)
- "Swing the Noose" (2015)
- "Death Eater" (2017)
- "Better to Burn" (2017)
- "Wars to Walk Away From" (2017)

## Vídeos musicales
- "Slit Wrist Theory" – Bitterness the Star
- "At the End of August" – A Snow Capped Romance
- "Bloodwork" – A Snow Capped Romance
- "I'll Go Until My Heart Stops" – Rest Inside the Flames
- "We Gave It Hell" – The Tide and Its Takers
- "Reviver" – Collisions and Castaways
- "Also Am I" – Time and Trauma
- "Swing the Noose" – Time and Trauma
- "Death Eater" - Lanterns
- "Better to Burn" - Lanterns
- "Wars to Walk Away From" - Lanterns
- "Kenai Lanterns Tour" - Lanterns
- "Sleepsick" - Lanterns